# Rachel Grant
Rachel Louise Grant de Longueuil, född 25 september 1977 på Luzon, Filippinerna, är en brittisk skådespelerska och programledare.

## Rollista i urval
- 1998 – Hem till gården (TV-serie)
- 2002 – Die Another Day
- 2003 – Blue Murder (TV-serie)
- 2003–2007 – Brainiac: Science Abuse (TV-serie)
- 2004 – Casualty (TV-serie)
- 2006 – Until Death
- 2008 – The Last Word